# Adonis Frías
Adonis Uriel Frías (Florencio Varela, Argentina, 17 de marzo de 1998) es un futbolista argentino, juega como Defensor central y su actual equipo es Club León de la Primera División de México.

## Trayectoria
En 2013 llegó a Defensa y Justicia cuando  se encontraba jugando en la Primera B Nacional, su función principal era como pasabolas. Luego pasó a las inferiores del club y después fue ascendido al plantel principal. En sus inicios con el halcón fue un suplente no utilizado, lo que hizo que fuera cedido a Los Andes de la Primera B Nacional con la meta de que obtuviera experiencia. Su debut con el Milrayitas fue el 16 de septiembre de 2018 con una derrota en casa ante Sarmiento. En total aportó al club con diecinueve apariciones aunque sin marcar goles.
Para la temporada 2019-2020 regresó a Defensa y Justicia y con la llegada de Hernán Crespo como entrenador tuvo su debut en primera división en febrero de 2020 además de disputar la Copa Libertadores y la copa sudamericana llegando a la final, asimismo anotó el primer gol de la final de los tres que su equipo le marcaría a Lanús en la victoria por 3-0, coronándose campeón, significando su primer título como futbolista profesional y el primero para el club en el ámbito internacional.

## Estadísticas

### Clubes
Actualizado al último partido disputado el 24 de febrero de 2024.
| Club                                  | Div.          | Temporada     | Liga  | Liga  | Copas nacionales | Copas nacionales | Copas internacionales | Copas internacionales | Total | Total |
| Club                                  | Div.          | Temporada     | Part. | Goles | Part.            | Goles            | Part.                 | Goles                 | Part. | Goles |
| ------------------------------------- | ------------- | ------------- | ----- | ----- | ---------------- | ---------------- | --------------------- | --------------------- | ----- | ----- |
| C. A. Los Andes Argentina             | 2.ª           | 2018-19       | 19    | 0     | 0                | 0                | ―                     | ―                     | 19    | 0     |
| C. A. Los Andes Argentina             | Total club    | Total club    | 19    | 0     | 0                | 0                | 0                     | 0                     | 19    | 0     |
| C. S. D. Defensa y Justicia Argentina | 1.ª           | 2019-20       | 4     | 0     | 4                | 0                | 13                    | 1                     | 21    | 1     |
| C. S. D. Defensa y Justicia Argentina | 1.ª           | 2020-21       | 24    | 0     | 14               | 0                | 8                     | 0                     | 46    | 0     |
| C. S. D. Defensa y Justicia Argentina | 1.ª           | 2021-22       | 18    | 2     | 15               | 2                | 2                     | 0                     | 35    | 4     |
| C. S. D. Defensa y Justicia Argentina | Total club    | Total club    | 46    | 2     | 33               | 2                | 23                    | 1                     | 102   | 5     |
| Club León · México                    | 1.ª           | 2022-23       | 14    | 0     | —                | —                | 7                     | 1                     | 21    | 1     |
| Club León · México                    | 1.ª           | 2023-24       | 29    | 1     | ―                | ―                | 4                     | 0                     | 33    | 1     |
| Club León · México                    | Total club    | Total club    | 43    | 1     | 0                | 0                | 11                    | 1                     | 54    | 2     |
| Total carrera                         | Total carrera | Total carrera | 108   | 3     | 33               | 2                | 34                    | 2                     | 175   | 7     |

## Palmarés

### Campeonatos internacionales
| Título                           | Club               | Sede        | Año  |
| -------------------------------- | ------------------ | ----------- | ---- |
| Copa Sudamericana                | Defensa y Justicia | Córdoba     | 2020 |
| Recopa Sudamericana              | Defensa y Justicia | Brasilia    | 2021 |
| Liga de Campeones de la Concacaf | León               | Los Angeles | 2023 |

### Distinciones individuales
| Distinción                                     | Año  |
| ---------------------------------------------- | ---- |
| Parte del Equipo Ideal de la Copa Sudamericana | 2020 |